# The Sunrise Trail (film, 1931)
Pour plus de détails, voir Fiche technique et Distribution.
The Sunrise Trail est un film américain réalisé par John P. McCarthy, sorti en 1931.

## Synopsis
Tex, qui travaille sous couverture pour le shérif afin de démasquer un gang de voleurs de bétail, traverse la frontière mexicaine et se retrouve dans une taverne appelée Sadie's Place. Là, il se lie d'amitié avec Kansas, un hors-la-loi, et avec Goldie, une fugitive dont il tombe amoureux. Kansas aide Tex à rejoindre le gang de voleurs dirigé par Rand. Caché dans le bureau du shérif, Tex apprend que le meurtre commis par Goldie a été jugé comme étant de la légitime défense. Rand croit que Tex est sous couverture. Lorsque Goldie apprend les soupçons de Rand, elle tente d'avertir Tex qui, craignant être entendu, fait semblant de ne pas la comprendre. 
Elle lui dit qu'elle est recherchée par la justice et qu'elle sait que son véritable travail sera découvert s'il lui dit qu'elle a été blanchie. Il lui propose alors de l'emmener au Canada. Kansas est convaincu de son innocence, mais Rand n'en est pas si sûr. Après que Tex a donné ses informations au shérif, Tex et Rand sont pris dans une fusillade au cours de laquelle Tex est blessé et Rand est tué. Kansas est abattu par les hommes du shérif et meurt après avoir fait la paix avec Tex. Goldie et Tex projettent de se marier.

## Fiche technique
- Titre original : The Sunrise Trail
- Réalisation : John P. McCarthy
- Scénario : Wellyn Totman
- Décors : E.R. Hickson
- Photographie : Archie Stout
- Son : Corson Jowett
- Montage : Charles J. Hunt
- Production : Trem Carr
- Société de production : Trem Carr Pictures
- Société de distribution : Tiffany Productions
- Pays d'origine :  États-Unis
- Langue originale : anglais
- Format : Noir et blanc  — 35 mm — 1,20:1 — son mono
- Genre : Western
- Durée : 65 minutes
- Dates de sortie : États-Unis : 7 février 1931

## Distribution
- Bob Steele : Tex
- Blanche Mehaffey : Goldie
- Jack Clifford : Kansas
- Germaine de Neel : Sadie
- Eddie Dunn (en) : Rand
- Fred Burns : le shérif